# 堰八紗也佳
堰八 紗也佳（せきはち さやか、1985年9月18日 - ）は、北海道放送（HBC）のアナウンサー。

## 人物・経歴
- 北海道札幌市生まれ。
- 札幌市立伏見小学校、札幌市立山鼻中学校、北海道札幌旭丘高等学校[1]、青山学院大学国際政治経済学部卒業。
- 2006年 - 日テレ学院アナウンスコース受験科修了。
- 2007年 - 第2日本テレビの第4.5期専属女子アナウンサーに1か月限定（通常は3か月）で採用。[2]Oha!4 NEWS LIVEに3回出演。
- 2009年 - 北海道放送にアナウンサーとして入社（同期は室谷香菜子、高橋友理（2017年3月に退社）、キャリア採用の水野善公）。
- 2013年12月に、同僚の渕上紘行と結婚[3]。
- 2015年11月に「北海道観光マスター」の資格を取得[4]。
- 2018年10月末、第一子（長男）出産予定とブログで報告した。
- 2023年2月に、第二子（次男）の出産をインスタグラムで発表した[5]。

## 現在の出演番組

### テレビ
- HBCニュース（不定期）
- ミニアナ（2009年4月26日、2009年7月27日以降は不定期）
- ほっかいどう経済ネオ[6]

### ラジオ
- HBCニュース（不定期）

## 過去の出演番組

### テレビ
- もんすけチャンネル金曜BAN!（2009年4月10日 - 2010年3月26日）研修生役、2010年1月8日から毎月偶数週の隔週出演
- Hana*テレビ（2009年10月2日 - 2010年3月24日）
- グッチーの 今日ドキッ!（2010年3月29日 - 2011年2月25日）メインキャスターとしては出演していたが、後に金曜日の中継リポーターとして出演 [7]。
- 「金曜ブランチ」（2021年4月2日 - 2022年3月25日）

### ラジオ
- DONと赤城のおぢさんツインカム!（2009年6月24日 - 2009年9月末、2009年10月以降は不定期）当初は室谷香菜子と隔週交代。ラジオニュース、天気予報読み上げ担当になった。
- にちようサウンドボックス（2009年10月11日 - 2010年3月14日）
- HBCミュージックナイター「フルカウント!」（2009年10月15日 - 2010年3月25日、2010年10月7日 - 2011年2月24日）木曜日担当
- 朝刊さくらい（2011年2月28日 - 2012年9月28日）
- 美女アナトリオのお年玉獲得大作戦!（2012年1月2日）HBCラジオのお正月特別番組に、同期の室谷香菜子、高橋友理と共に出演。[8]
- 英樹・さやかの山ガール山おやじ [7]
- おはよう歌謡曲 （月曜日、水曜日、金曜日を担当）[7]
- 『さやかのもっと山ガール』（2014年4月5日 - ）[9]
- 『部活なう!』（2014年4月6日 - ）[9]
- あの街ツアーズ!! （Ibidem）
- ウィークエンドNAVI ファンダフル!（2014年10月4日 - ）
- ハロプロ研修生北海道のHello! リアル☆スクール（2020年4月5日 - 2021年12月26日）
- OCHA NORMA 石栗奏美のHello! リアル☆スクール（2022年1月2日 - 3月27日）
- 「After Beat〜アフタービート〜」（木曜 16:00 - 17:30・2020年4月2日 - 2022年3月24日）※アシスタント

## DVD
- ジョシアナ+Plus（2009年6月1日、HBCメディアクリエート）特典映像